# Jan Bernhard Meister
Jan Bernhard Meister (* 18. April 1981 in Basel) ist ein Schweizer Althistoriker.

## Leben
Von 2001 bis 2006 studierte Meister Alte Geschichte, Klassische Archäologie und Geschichte des Mittelalters an der Universität Basel. Nach der Promotion im Fach Alte Geschichte an der Universität Basel 2010 mit einer von Jürgen von Ungern-Sternberg betreuten Studie zum Herrscherkörper im Prinzipat war er wissenschaftlicher Mitarbeiter von Aloys Winterling, zunächst in Basel, dann in Berlin. Auf die Habilitation 2018 im Fach Alte Geschichte mit einer Untersuchung zur griechischen Archaik an der Humboldt-Universität zu Berlin folgte zunächst eine Lehrstuhlvertretung an der Universität Tübingen. Von 2019 bis 2024 war Meister SNF-Eccellenza-Professor auf Zeit am Historischen Institut der Universität Bern und leitete dort das auf fünf Jahre Laufzeit angelegte Projekt «Herrscherkörper in den Monarchien der Spätantike und des frühen Mittelalters». Seit Oktober 2024 ist er erneut Vertretungsprofessor in Tübingen, zum Oktober 2025 wurde er auf eine W3-Professur für Alte Geschichte an der Universität Bonn berufen.
Von 2014 bis 2018 leitete Meister gemeinsam mit Gunnar Seelentag das DFG-Netzwerk «Konkurrenz und Institutionalisierung in der griechischen Archaik». 2023 wurde er in das Herausgeberteam der Zeitschrift Historia aufgenommen. Seine epochalen Schwerpunkte bilden das archaische und frühklassische Griechenland, die späte Römische Republik und frühe Kaiserzeit sowie die Spätantike. Seine thematische Schwerpunkte sind Körpergeschichte und historische Anthropologie, Kulturgeschichte des Politischen, Adelskonzepte und Gesellschaftsgeschichte sowie Rezeptions- und Wissensgeschichte.

## Schriften (Auswahl)

### Monographien
- Der Körper des Princeps. Zur Problematik eines monarchischen Körpers ohne Monarchie. Stuttgart 2012, ISBN 978-3-515-10080-9.
- „Adel“ und gesellschaftliche Differenzierung im archaischen und frühklassischen Griechenland. Stuttgart 2020, ISBN 978-3-515-12715-8.

### Als Herausgeber
- mit Gunnar Seelentag (Hrsg.): Konkurrenz und Institutionalisierung in der griechischen Archaik. Stuttgart 2020, ISBN 978-3-515-12505-5.
- mit Seraina Ruprecht (Hrsg.): Weiblichkeit – Macht – Männlichkeit. Perspektiven für eine Geschlechtergeschichte der Antike. Frankfurt a. M. und New York 2023, ISBN 978-3-593-45262-3 open access.
- mit Jonas Borsch (Hrsg.): Vormoderne Herrscherkörper im globalen Vergleich. Basel und Berlin 2025, ISBN 978-3-7965-5229-8 open access.